# اچ‌ام‌اس سافک (۱۶۸۰)
اچ‌ام‌اس سافک (۱۶۸۰) (به انگلیسی: HMS Suffolk (1680)) یک کشتی بود که طول آن ۱۵۰ فوت ۱۰ اینچ (۴۶٫۰ متر) بود.